# Voivod
Voivod és un grup de metal canadenc de la Jonquière, Québec, Canadà. El seu estil musical ha canviat diverses vegades durant les seves actuacions des de l'origen del grup a principis de la dècada de 1980. Van començar com un grup de speed metal, Voivod havia afegit una barreja de metal progressiu i thrash metal per crear el seu propi estil de metal.
Des del seu debut gravat en 1984, Voivod ha publicat onze àlbums d'estudi com també un EP, un àlbum en directe, dos compilacions, set demos i un DVD d'un concert. El grup va trobar un gran èxit de masses a finals de la dècada de 1980 amb l'àlbum Nothingface (1989), que va ser el primer àlbum de Voivod en entrar a les llistes de la Billboard 200, arribant a la posició 114. L'àlbum d'estudi més recent de Voivod és Target Earth de 2013, el primer amb la formació de Snake (vocals), Chewy (guitarra), Blacky (baix) i Away (bateria).

## Història

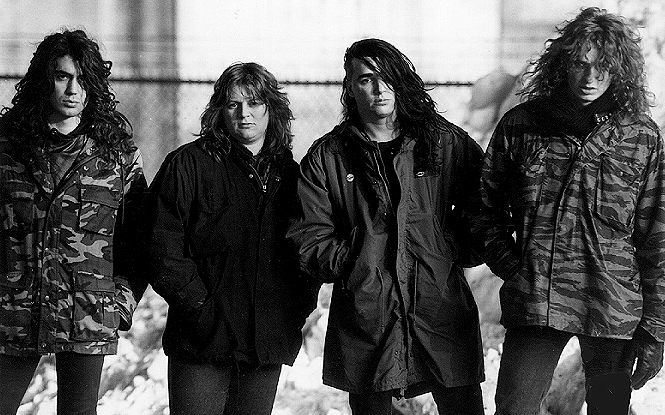
La formació original de Voivod en una fotografia promocional en 1986. D'esquerra a dreta: Away, Piggy, Blacky i Snake.

Voivod es va formar en 1982 a Jonquière, Quebec, Canadà. Influenciat de manera igual per la New Wave of British Heavy Metal, la creixent escena hardcore punk i el rock progressiu dels 70, Voivod ha forjat una marca distintiva de la música metal, que sovint es va basar en temes lírics com política de l'etapa de Reagan i la Guerra Freda, literatura postapocalíptica i ciència-ficció. Killing Technology (1987) va iniciar l'evolució del grup seriosament, amb el tipus de lletra de les cobertes dels àlbums de Voivod (elaborat pel bateria Away i anomenat "Korgull" en el Rrröööaaarrr de 1986) significativament està representat en una nau espacial. Basant-se en major mesura d'influències de hardcore punk que de metal en aquest punt, Voivod va començar a canviar sense l'ajuda de l'augment de la velocitat i la narració en el següent Dimension Hatross. Voivod va ser una de les primeres bandes de thrash del Canadà en obtenir popularitat fora de les seves fronteres, arribant al màxim de la seva popularitat global amb el llançament en 1989 de Nothingface que mostrava una versió de "Astronomy Domine" de Pink Floyd. Altres versions de rock progressiu inclouen "The Nile Song" de Pink Floyd en l'àlbum de 1993 The Outer Limits i "21st Century Schizoid Man" per King Crimson a Phobos. La majoria del so del grup ve de l'ús dels acords dissonants del guitarrista Piggy, en general tocat en el registre agut de la guitarra, utilitzat àmpliament en Nothingface. Àlbums com Dimension Hatröss són dominats per accords dissonants, compassos inesperats i l'ús liberal del guitarrista Piggy d'acords menors no convencionals.
Dos dels quatre membres fundadors (el baixista Jean-Yves Thériault i el cantant Denis Bélanger) van deixar Voivod a principis de la dècada de 1990. Jean-Yves es va dedicar a la música dance i electrònic, mentre que Denis Belanger es va aïllar a si mateix per lluitar contra els seus problemes de drogues i eventualment va iniciar un nou projecte, Union Made. Mentrestant, el grup va gravar quatre àlbums com un trio de mitjans a finals de la dècada de 1990 amb el nou membre Eric Forrest, amb malnom "E-Force", cantant i en el baix. Forrest va resultar greument ferit en un accident de trànsit a Alemanya en 1998, on Voivod mai va recuperar l'impuls que van perdre durant la seva rehabilitació. Després que Eric Forrest marxés del grup, la seva companyia d'assegurances va tractar de demanar al grup per les lesions sofertes en l'accident, ja que estava amb el grup durant aquell temps. Voivod es va dissoldre breument en 2001 abans que Bélanger retornés al grup. La propera encarnació de Voivod va comptar amb tres dels quatre membres fundadors: Denis Bélanger (o Snake, cantant), Denis D'Amour (Piggy, guitarra), i Michel Langevin (Away, bateria) i amb Jason Newsted (Jasonic, de Flotsam and Jetsam i Metallica) en el baix. El guitarrista Denis D'Amour va morir a l'edat de 45 el 26 d'agost de 2005 a causa de complicacions del càncer de còlon.

Poc després van publicar Katorz (que és una manera "alternativa" d'escriure "quatorze", catorze en francès), en juliol de 2006. L'àlbum està basat sobre els riffs trobats a l'ordinador portàtil del guitarrista Denis D'Amour. Just abans de la seva mort, va deixar instruccions per als seus companys sobre com usar-los. En novembre de 2006, la cançó "X-Stream" va aparèixer en el Guitar Hero II.

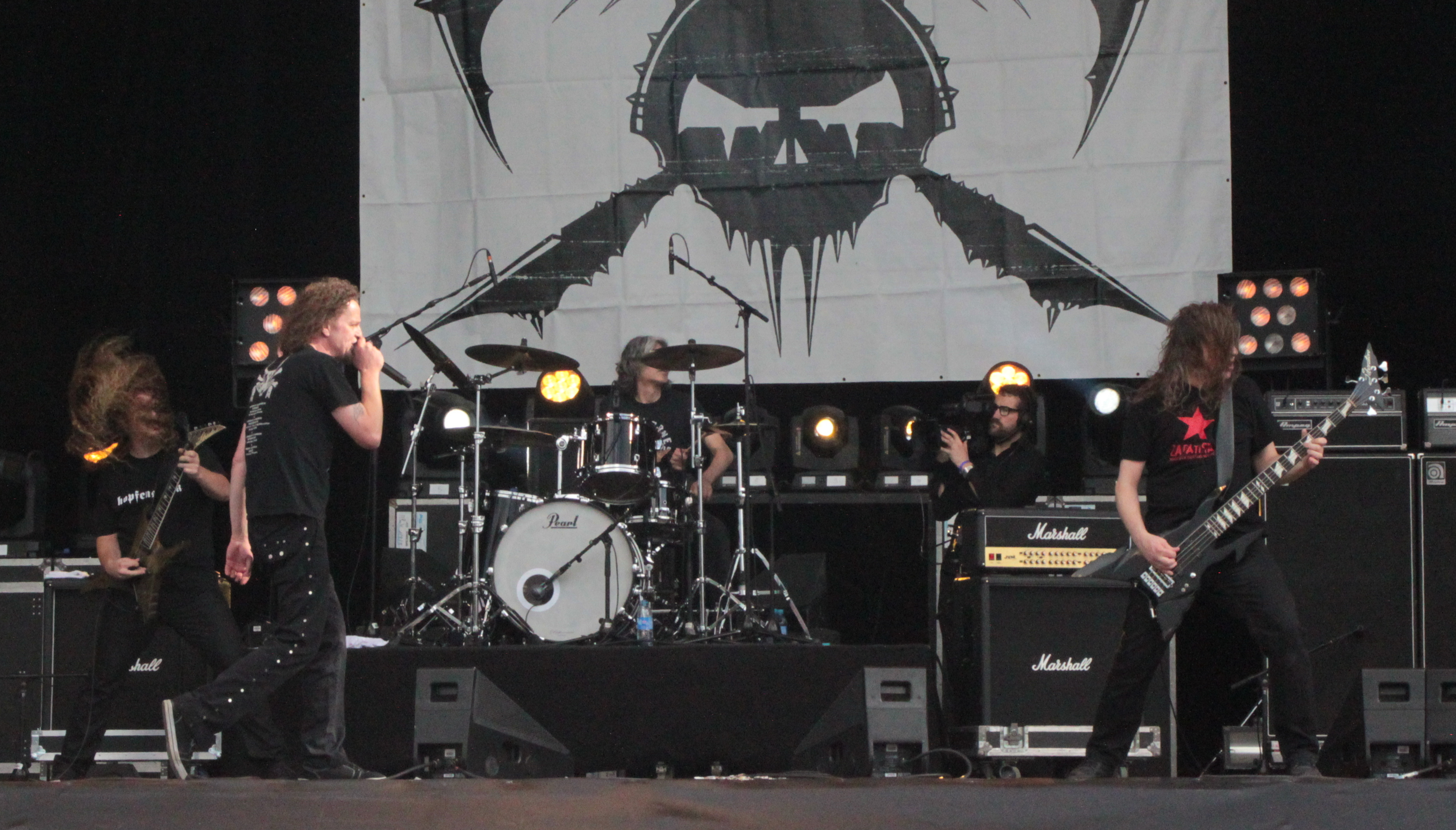
Voivod en 2013

Langevin va confirmar que Voivod estava planejant el treball en el seu últim àlbum d'estudi a finals de 2007, que contindria cançons gravades amb D'Amour abans de la seva mort. Per a les gravacions d'aquest àlbum final, el grup va convidar als anteriors membres del grup, Blacky i Eric Forrest. Langevin també va alliberar un nou grup de 'Krautrock' en 2007, Kosmos, que va emetre un debut homònim a través de la End Records en setembre. Voivod va formar part de l'espectacle Heavy MTL que es va celebrar a Montreal el 22 de juny de 2008. Voivod també va actuar al Festival Monsters of Rock a Calgary, Canadà el 26 de juliol de 2008, i va tocar entre Judas Priest al Bell Center, Montreal, Canadà el 12 d'agost 2008. Voivod també va actuar en un concert complet al Thrash Domination a Kawasaki, Japó, 20–21 de setembre de 2008, amb els grups Testament i Forbidden. El grup va estar format de Bélanger, Langevin, Thériault, i Dan Mongrain a la guitarra.
A principis de gener de 2009, Voivod va anunciar que estava realitzant els últims retocs al seu nou àlbum i van projectar que el llançarien a la primavera d'aquell any. L'àlbum, ara conegut com a Infini, va ser llançat el 23 de juny de 2009.
En juliol de 2010, Voivod va estar component i gravant una nova música (incloent Dan Mongrain en la guitarra). El bateria Michel Langevin va dir que era massa aviat per dir si les gravacions es traduirien en un nou àlbum de Voivod. El 4 de juliol de 2012, Voivod va anunciar el títol del seu tretzè proper àlbum d'estudi, Target Earth, que va ser publicat el 22 de gener de 2013.Target Earth té un so més progressiu que alguns dels últims àlbums, i té un retorn a un so més "clàssic" de Voivod que pot ser escoltat a Dimension Hatross i Nothing Face. La majoria de la música va ser escriguda per Chewy i Blacky, mentre que Snake es va enfocar en la lletra, i Away es va fer càrrec de l'obra.

## Estil i influències musicals
L'estil de Voivod és considerat com a metal progressiu i thrash metal. L'àlbum de 1991 Angel Rat ha sigut considerat com a metal alternatiu. Les influències de Voivod inclouen Birth Control, Black Flag, Black Sabbath, Alice Cooper, Deep Purple, Genesis, Grand Funk Railroad, Hawkwind, Iron Maiden, Judas Priest, King Crimson, Kreator, Led Zeppelin, Metallica, Motörhead, Nektar, Pink Floyd, Public Image Ltd, Ramones, Rush, Saxon, UFO, Venom i Yes.

## Membres
Actual
- Michel Langevin (Away) – bateria (1982–actualitat)
- Denis Bélanger (Snake) – veu (1982–1994, 2002–actualitat)
- Jean-Yves Thériault (Blacky) – baix (1982–1991, 2008–actualitat)
- Daniel Mongrain (Chewy) – guitarra (2008–actualitat)

Anterior
- Denis D'Amour (Piggy) – guitarra (1982–2005)
- Pierre St. Jean – baix (1992–1993)
- Gilles Brisebois – baix (1993–1994)
- Eric Forrest (E-Force) – veu, baix (1994–2001)
- Jason Newsted (Jasonic) – baix (2002–2008)
- Vincent Peake – baix convidat (2002)

## Discografia
- War and Pain (1984)
- Rrröööaaarrr (1986)
- Killing Technology (1987)
- Dimension Hatröss (1988)
- Nothingface (1989)
- Angel Rat (1991)
- The Outer Limits (1993)
- Negatron (1995)
- Phobos (1997)
- Voivod (2003)
- Katorz (2006)
- Infini (2009)
- Target Earth (2013)
- The Wake (2018)
- Synchro Anarchy (2022)
- Morgöth Tales (2023)